# Strzelaniny w Teksasie (2019)
Strzelaniny w Teksasie w 2019 roku – strzelaniny, które miały miejsce w miastach Midland i Odessa w stanie Teksasie w dniu 31 sierpnia 2019 roku. Sprawca, 36-letni okoliczny mieszkaniec, zastrzelił siedem osób i ranił ponad 20 innych. Następnie zginął w wymianie ognia z policją.

## Przebieg
Strzelanina rozpoczęła się na autostradzie, kiedy sprawca strzelił przez szybę samochodu do znajdującego się na niej żołnierza. Następnie jeździł między miastami Midland i Odessa, oddalonych od siebie o 17 kilometrów i strzelał do kolejnych osób. W pewnym momencie porzucił swój pojazd i uprowadził inny samochód, zabijając także jego kierowcę. Sprawca zabił łącznie siedem osób, po czym sam zginął w strzelaninie z policją.

## Sprawca
Sprawcą strzelanin był 36-letni Seth Aaron Ator, pochodzący z pobliskiego miasta Lorena. W momencie ataku mieszkał jednak w West Odessa. W dniu strzelaniny został zwolniony z pracy. Sprawca mieszkał w skrajnie nieludzkich warunkach, jego dom w West Odessa był pozbawiony mebli i elektryczności, nie posiadał on także podłogi. Mężczyzna uchodził w okolicy za dziwaka. Według sąsiadów miał się często zachowywać nieodpowiednio, m.in. strzelał do zwierząt z dachu i straszył sąsiadów przez pukanie do drzwi w nocy i wczesnym rankiem.

## Ofiary strzelaniny
Lista ofiar strzelaniny:

1. Rodolfo Arco (lat 57)
2. Seth Ator (lat 36)
3. Kameron Brown (lat 30)
4. Leilah Hernandez (lat 15)
5. Raul Garcia (lat 35)
6. Mary Granados (lat 29)
7. Joseph Griffith (lat 40)
8. Edwin Peregrino (lat 25)